# Eriosema cyclophyllum
Eriosema cyclophyllum är en ärtväxtart som beskrevs av Baker f. Eriosema cyclophyllum ingår i släktet Eriosema och familjen ärtväxter. Inga underarter finns listade i Catalogue of Life.